# Ступниково (Костромська область)
Ступниково (рос. Ступниково) — присілок в Кадийському районі Костромської області Російської Федерації.
Населення становить 9 осіб. Входить до складу муніципального утворення Завражне сільське поселення.

## Історія
У 1936-1944 року населений пункт перебував у складі Івановської області. Від 1944 належить до Костромської області.
Від 2007 року входить до складу муніципального утворення Завражне сільське поселення.

## Населення
1. Н/Д[2]